# Suvalkija

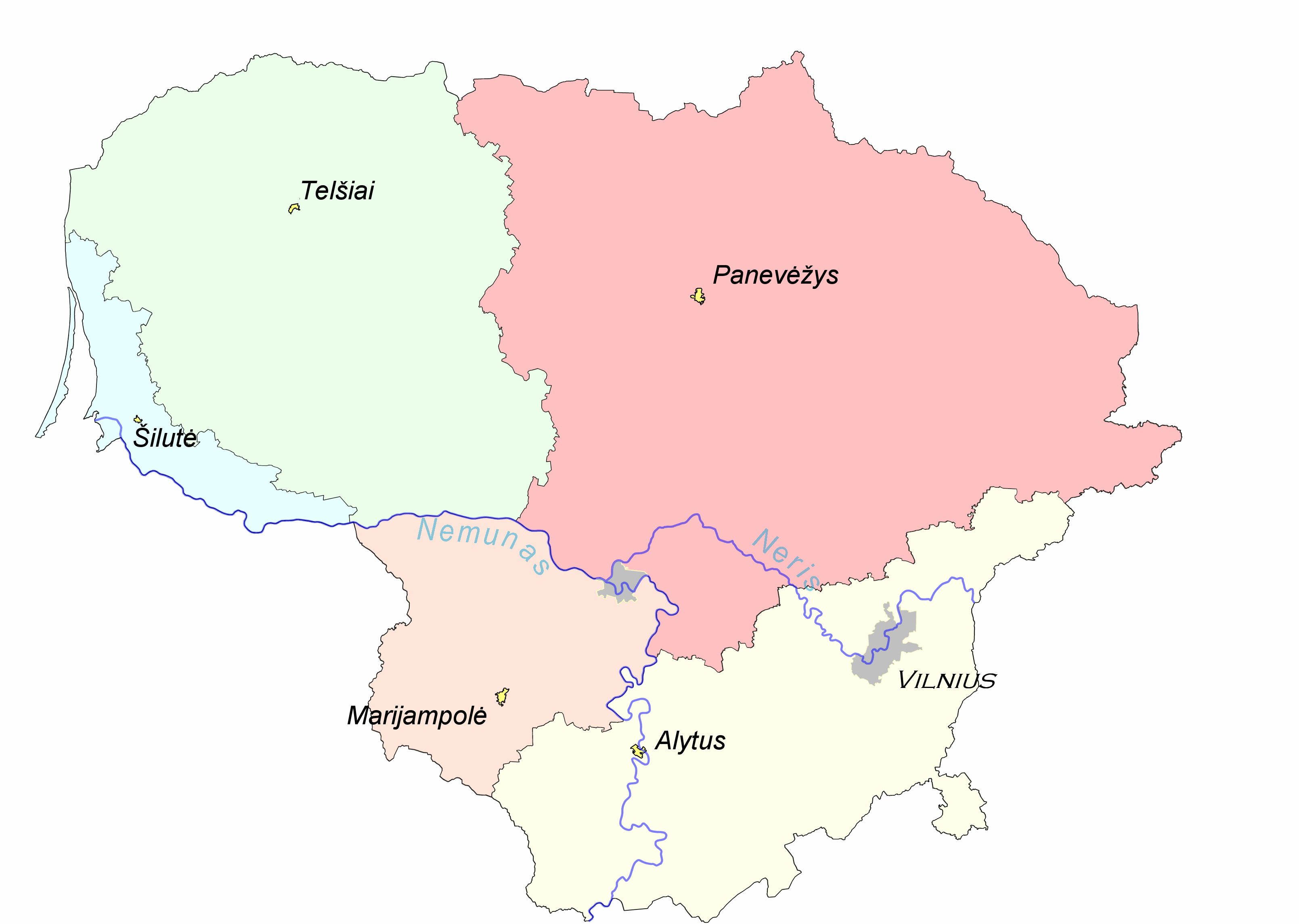
Suvalkija en color rosa suau

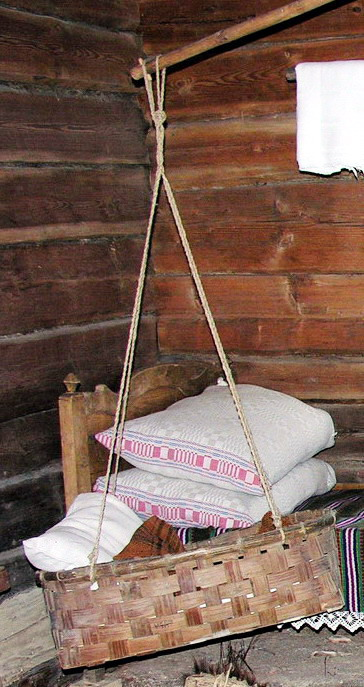
Antic bressol tradicional al museu de Rumšiškės

Suvalkija o Sudòvia (en lituà: Sūduva o Suvalkija o Užnemunė, en polonès: Suwalszczyzna) és la més petita de les cinc regions culturals de Lituània. La seva capital no oficial és Marijampolė. La gent de Suvalkija s'anomenen suvalkiečiai (plural) o suvalkietis (singular). Es troba al sud del riu Niemen, a l'antic territori del bisbat de Vilkaviškis. Històricament, és la regió etnogràfica més recent amb les seves característiques i identitat que es va formar durant el segle xix, quan el seu territori formava part del Tsarat de Polònia. Mai no va ser una entitat política separada i encara avui dia no té estatus oficial en la divisió administrativa de Lituània.
Tanmateix continua sent objecte d'estudis centrats en la cultura popular de Lituània dels segles XIX i principis del xx. La major part de les diferències culturals de Lituània es van mesclar o van desaparèixer durant l'era soviètica (1944-1990), romanent més temps al sud-est de Lituània. El concepte continua sent popular entre els lituans. Una enquesta efectuat el 2008 pels estudiants de la Universitat Vytautas el Gran de Kaunas van trobar que el 80% dels estudiants continuaven identificant-se amb alguna de les regions. Es fan esforços per preservar, registrar i promoure totes les tradicions de la cultura popular original.

## Noms
A Lituània s'apliquen tres noms diferents a aquesta regió, el que causa una certa confusió: 
- Sudòvia (Sūduva) es deriva de l'antiga tribu bàltica dels sudovians, habitants originals de la regió. El terme Sudòvia és ambigu, ja que també es fa servir per referir-se a l'antiga zona Sudovian, que s'estenia molt més al sud.
- Suvalkija es deriva de l'antiga Governació de Suwałki (1867-1914) del Tsarat de Polònia. La ciutat de Suwałki ha estat part de Polònia des de 1919 i el significat original de la frase es va perdre amb el pas del temps.
- Užnemunė (literalment: «més enllà del riu Niemen») descriu la situació geogràfica de la regió, però no és del tot exacte. La part sud-oest pertany a Dzūkija, coneguda com a Dainava,[6] també es troba a la riba esquerra del mateix riu.[7] Les zones es van diferenciar dràsticament com a resultat de la diferent evolució econòmica de Suvalkija (nord Užnemunė) i Dzūkija (sud-est Užnemunė).[8]

En els darrers anys hi ha hagut un debat públic sobre quin nom és preferible si Suvalkija o Sudòvia. Els historiadors han sostingut que Sudòvia és un anacronisme que es refereix al terreny dels segles xiii i xiv. Un comentarista va qualificar l'esforç per canviar el nom de la regió com «neotribalisme», un intent artificial de trobar connexions amb la tribu ja extingida. Els partidaris de Sudòvia van protestar contra l'ús d'un terme impost a la regió per l'Imperi Rus, de forma especial des de la ciutat de Suwałki que es troba a Polònia i la regió actual no té relació amb ella. També han argumentat que el terme Suvalkija és relativament recent i polític, popularitzat pels historiadors soviètics, i que el més arcaic Sudòvia reflecteix més correctament les arrels històriques de la regió. El sufix -ija no es fa servir en general a la llengua del país per derivar topònims de noms de ciutats (l'única excepció és Vilnija, usat per descriure la Regió de Vílnius). Una petició oficial del Consell de Protecció de la Cultura Ètnica Regional Suvalkija a la Comissió de la Llengua lituana, va sol·licitar un canvi de nom oficial de Suvalkija a Sudòvia estant rebutjada el 2005.